# Arrondissement Béziers
Arrondissement Béziers (fr. Arrondissement de Béziers) je správní územní jednotka ležící v departementu Hérault a regionu Languedoc-Roussillon ve Francii. Člení se dále na 19 kantonů a 152 obcí.

## Kantony
- Agde
- Bédarieux
- Béziers-1
- Béziers-2
- Béziers-3
- Béziers-4
- Capestang
- Florensac
- Montagnac
- Murviel-lès-Béziers
- Olargues
- Olonzac
- Pézenas
- Roujan
- Saint-Chinian
- Saint-Gervais-sur-Mare
- Saint-Pons-de-Thomières
- La Salvetat-sur-Agout
- Servian